# Bitwa morska pod Dungeness
Bitwa morska pod Dungeness – starcie zbrojne, które miało miejsce 10 grudnia 1652 podczas pierwszej wojny angielsko-holenderskiej (1652–1654).
Bitwa została stoczona w pobliżu przylądka Dungeness w hrabstwie Kent.
W październiku rząd angielski, uważając że po bitwie pod Kentish Knock Holendrzy przestali się liczyć jako poważna siła, podjął decyzję o wysłaniu części floty na Morze Śródziemne. To znacznie osłabiło siły angielskie na własnych wodach. W tym samym czasie Holendrzy dokonywali nadludzkich wysiłków, by wzmocnić swą flotę.
Dnia 1 grudnia 1652 admirał Maarten Tromp wyruszył z Hellevoetsluis z flotą liczącą 88 okrętów i 5 branderów, eskortująca potężny konwój (ok. 300 statków handlowych). Gdy konwój bezpiecznie przedostał się przez Cieśninę Kaletańską, Tromp zawrócił w poszukiwaniu Anglików, i 9 grudnia 1652 napotkał angielską flotę liczącą 42 okręty dowodzone przez Roberta Blake'a. Tego dnia zła pogoda uniemożliwiła rozpoczęcie bitwy, lecz następnego dnia Blake przystąpił do bitwy i dwie floty około 15:00 starły się blisko cyplu Dungeness.
Silny północno-wschodni wiatr przeszkodził wielkiej części holenderskiej floty zaangażować się w walkę z flotą Blake'a, którego flota o zmroku miała 5 straconych okrętów z których Holendrzy zdobyli 2, a uszkodzili znacznie więcej. Holendrzy stracili w wyniku wymiany ogniowej 1 okręt. Pobity Blake wycofał się pod osłoną nocy do swego portu macierzystego w Downs. Tromp nie mógł być w pełni zadowolony z wyników bitwy, gdyż Holendrom wymknęła się okazja całkowitego zniszczenia Anglików.
Zwycięstwo dało Holendrom tymczasową kontrolę na kanale La Manche a także kontrolę nad handlem morskim w tym rejonie. Legenda mówi, że Tromp przypiął miotłę do swego masztu jako znak, że wymiótł swych wrogów z morza.
Bitwa nie tylko wykazała głupotę dzielenia sił w czasie, gdy Holendrzy dysponowali wielką flotą, ale także liczne wady angielskiej marynarki wojennej. Kapitanowie wynajętych statków handlowych niechętnie ryzykowali własnymi statkami w bitwie, podczas gdy okręty państwowe cierpiały na brak ludzi chętnych do służby na nich. W czasie zimowym Blake i komisarze Marynarki Wojennej zreperowali flotę, a także przygotowali instrukcje walki na morzu (Sailing and Fighting Instructions), przekazane dowódcom w 1653, włączając pierwsze opisy taktyki liniowej. Około lutego 1653 Anglicy byli już gotowi do boju z Holendrami by odzyskać kontrolę na morzu. Następną bitwą miała być trzydniowa bitwa pod Portland